# Johan Andersson i Tibble
Johan Andersson (i riksdagen kallad Andersson i Tibble), född 11 januari 1791 i Tillinge socken, död där 6 juni 1852, var en svensk riksdagsman i bondeståndet.
Andersson företrädde Åsunda härad av Uppsala län vid riksdagen 1828–1830 och den urtima riksdagen 1834–1835 samt för Åsunda Håbo och Trögds härader 1840–1841 och Urtima riksdagen 1844–1845.
Vid riksdagen 1828–1830 var han suppleant i statsutskottet, ledamot i samma utskott, statsrevisorssuppleant och ledamot i förstärkta bankoutskottet. Under 1834–1835 års urtima riksdag var han ledamot i statsutskottet, i opinionsnämnden och i förstärkta bankoutskottet. Han var suppleant för fullmäktige i riksbanken, elektor för justitieombudsmansvalet, ledamot i förstärkta lagutskottet och suppleant i förstärkta konstitutionsutskottet.
Andersson var vid 1840–1841 års riksdag elektor för bondeståndets utskottsval, ledamot i statsutskottet, i förstärkta bankoutskottet och i förstärkta allmänna besvärs- och ekonomiutskottet. Under den urtima riksdagen 1844–1845 var Andersson elektor för bondeståndets utskottsval och ledamot i allmänna besvärs- och ekonomiutskottet.